# St. Ursula (Wernburg)

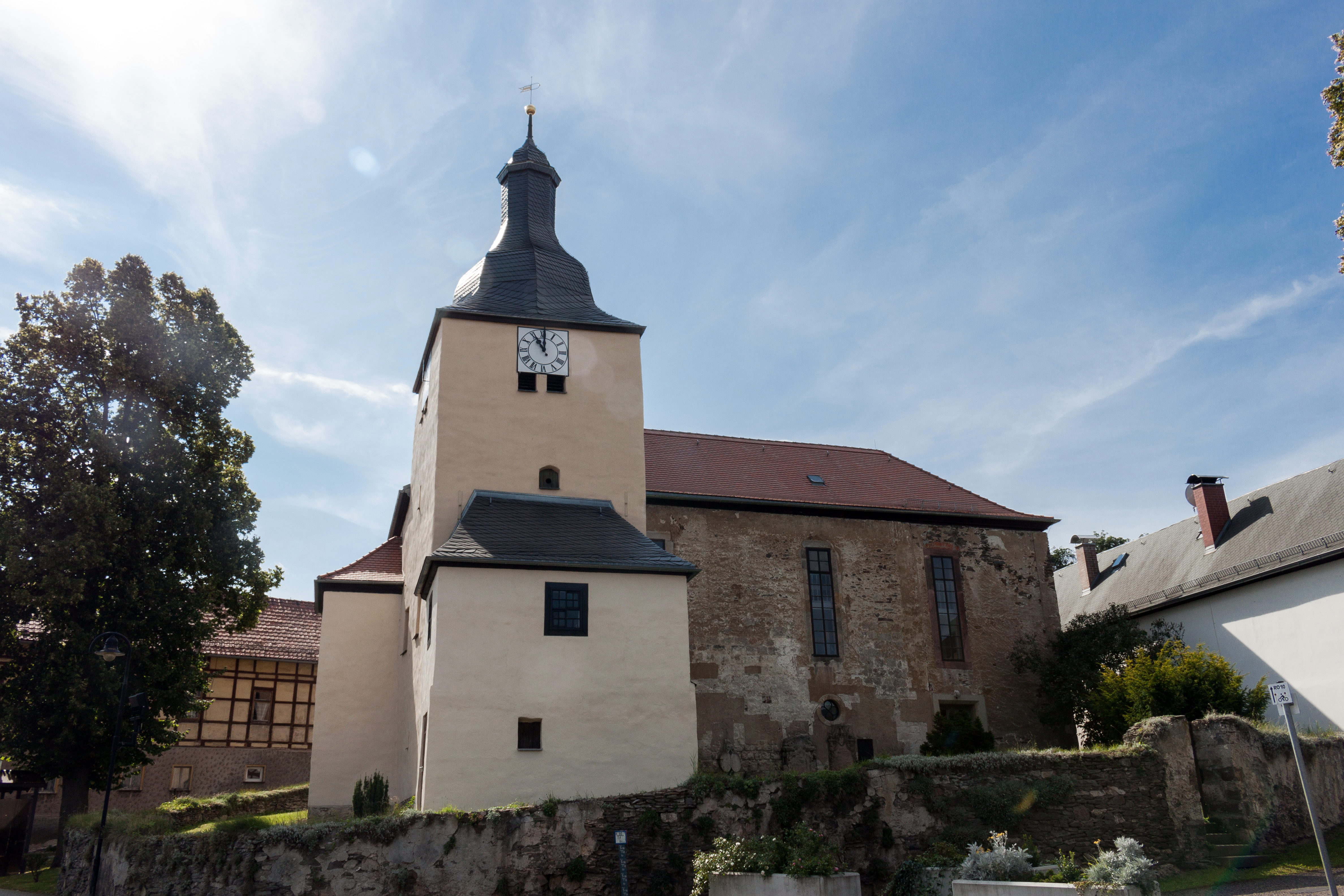
St. Ursula Wernburg

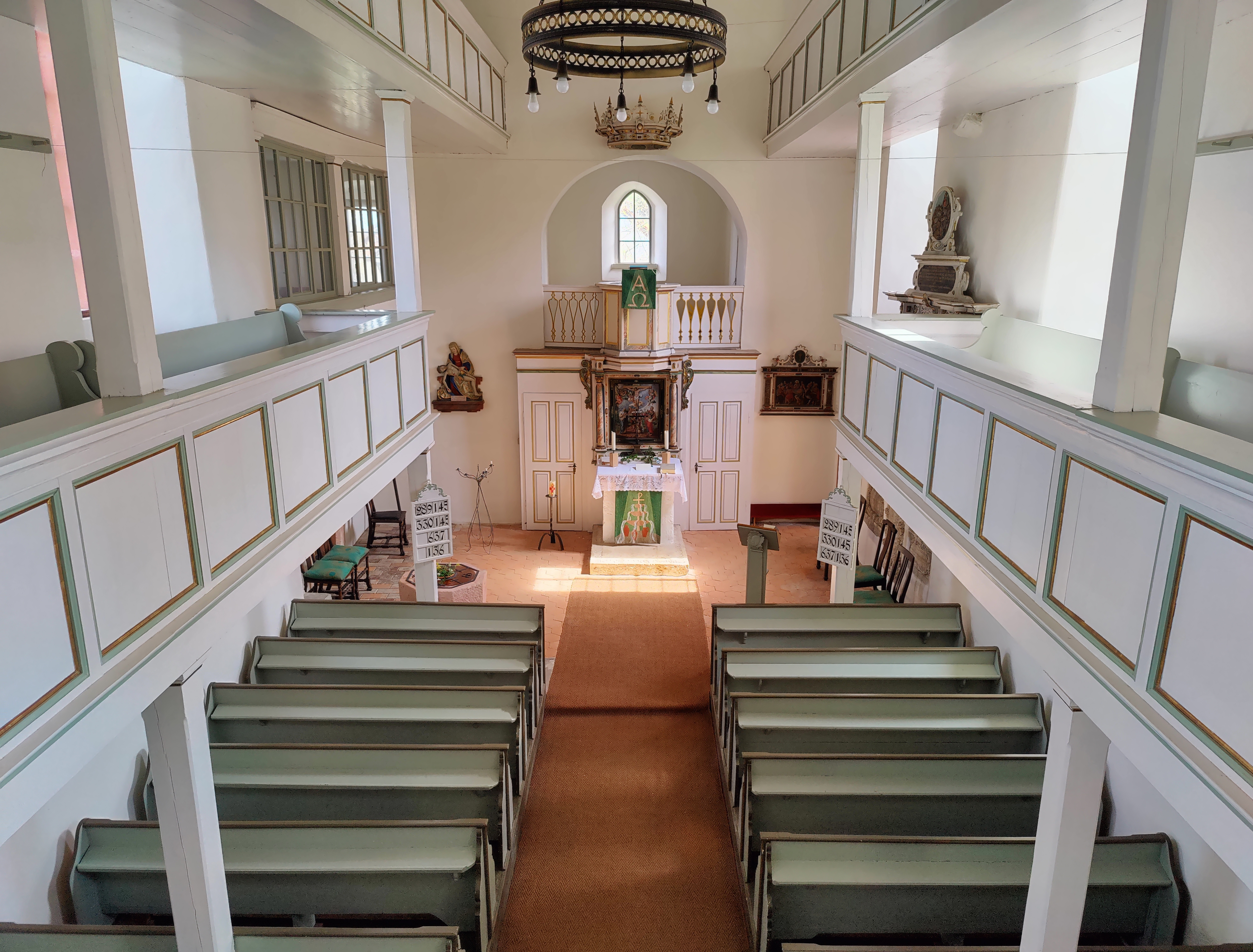
Innenraum (2023)

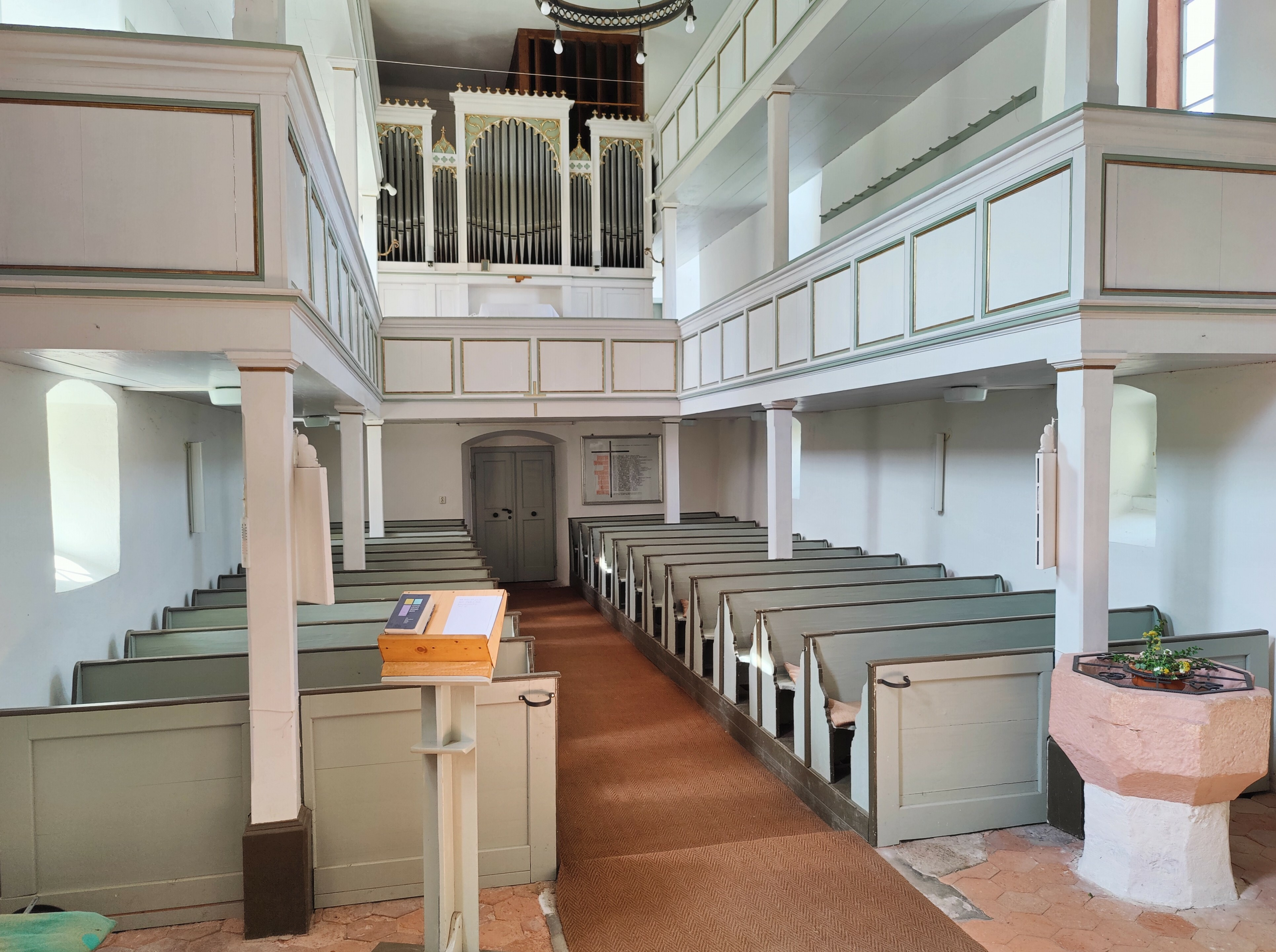
Innenraum, Blick zur Orgel

Die evangelische Kirche St. Ursula steht in der Gemeinde Wernburg im Saale-Orla-Kreis in Thüringen.

## Geschichte
Das Gotteshaus soll bereits als Kapelle oder Kirche vor dem 12. Jahrhundert existiert haben.
Das Schiff besitzt im Osten eine rechteckige Apsis. Unter dem Turm führt eine Treppe hinauf zur Patronatsloge aus dem 19. Jahrhundert. Der große Taufstein ist mit einem Ausfluss versehen. Der zierliche Kanzelaltar wird durch ein Altargemälde geschmückt. Die ansonsten schmucklose Kanzel ist von einer kleinen Empore umgeben. Bilder mit biblischen Motiven gehören zur Ausstattung.
Unter dem seitwärts nördlich am Kirchenschiff stehenden Turm befindet sich ein Gewölbe. Im Turm hängen zwei Glocken aus dem Jahre 1619.
Von der 1859 von Friedrich Wilhelm Dornheim geschaffenen Orgel ist nur noch der Prospekt vorhanden. Das Werk mit der Technik der pneumatischen Kegellade stammt von Ernst Poppe & Sohn aus dem Jahr 1939. Es verfügt über 19 Register auf zwei Manualen und Pedal.